# Phloeosinus thujae
Phloeosinus thujae is een keversoort uit de familie snuitkevers (Curculionidae). De wetenschappelijke naam van de soort werd in 1855 gepubliceerd door Jean Pierre Omer Anne Édouard Perris.